# Articutius de Rivignano
Articutius de Rivignano (Artikucije, Articuzio, 14. – 15. stoljeće) bio je jedan od najpoznatijih zadarskih notara (bilježnika). Potječe iz Italije, iz gradića Rivignana kraj Akvileje; znamo da mu se otac zvao Dominik. Kao i svi tadašnji notari, Artikucije se školovao u Bologni.

## Notar u Zadru
Dužnost notara u Zadru Artikucije je obavljao od 1383. do 1416., u vrijeme najvećeg prosperiteta grada. Zato njegove notarske knjige predstavljaju izvanredno bogat izvor za proučavanje privredne, društvene i kulturne povijesti tadašnjega Zadra.
U svojoj je oporuci Artikucije odredio "da se od njegove ostavštine treba školovati pet dječaka za laičke službe, što je prvi zabilježeni slučaj stipendiranja budućih laičkih intelektualaca u Hrvatskoj".

## Sačuvani spisi
U Državnom arhivu u Zadru čuva se golem materijal Artikucijevih notarskih imbrevijatura (5 busti). U Znanstvenoj knjižnici u Zadru pod Artikucijevim se imenom se čuva jedan svezak dokumenata naslovljen "Liber ordinarius privilegiorum ac paginarum in forma capituli civitatis Iadrae scriptorum manu mei Articutii filii olim dominici de Riguinano… iurati notarii comunis Iadre ac scribe ab ipso capitulo assumpti."  Stjecajem nepoznatih okolnosti i u arhivu samostana Sv. Marije sačuvao se neobično opsežan Artikucijev inventar iz 1385., Inventarium bonorum Michovili drapparii condam Petri anno MCCCLXXXV confectum, jedini njegov spis koji je objavljen u moderno doba.